# Iwanowo (obwód Ruse)
Iwanowo (bułg. Иваново) – wieś w Bułgarii, w obwodzie Ruse, siedziba administracyjna gminy Iwanowo. Według danych szacunkowych Ujednoliconego Systemu Ewidencji Ludności oraz Usług Administracyjnych dla Ludności, 15 czerwca 2020 roku miejscowość liczyła 892 mieszkańców.